# Bill Lawrence
Bill Lawrence, född 26 december 1968 i Ridgefield i Connecticut, är en amerikansk serieskapare och är skaparen till den populära TV-serien Scrubs  och även till Spin City och Cougar Town. Han är gift med skådespelerskan Christa Miller sen 27 november 1999, som har roller i både Scrubs och Cougar Town. Tillsammans har de tre barn.
Bill Lawrence är även med i två avsnitt i säsong åtta av Scrubs där han spelar prästen som ska viga "janitor" och hans tjej Lady samt Vaktmästaren i slutet på avsnitt 22 i säsong 8 som drar bort skynket med texten "Goodbye JD".